# Bigăr
Bigăr (deutsch Schnellersruhe, ungarisch Bigér, tschechisch Bígr, serbisch-kyrillisch Бигар) ist ein vorwiegend von Banater Tschechen bewohntes Dorf im Kreis Caraș-Severin, Rumänien.

## Geographie
Die Ortschaft liegt im Banater Gebirge im Süden Rumäniens etwa 10 Kilometer von der Donau entfernt auf einer Seehöhe von ca. 550 m. Sie gehört zur Gemeinde des rumänischsprachigen Dorfes Berzasca.

## Geschichte
Bigăr wurde 1827 von Auswanderern aus Mittelböhmen gegründet. Die meisten Immigranten kamen dabei aus der Umgebung von Litoměřice, Plzeň, Klatovy und Chrudim. Sie wurden aus militärischen Gründen angeworben, hier zu siedeln, um das bis dahin kaum bewohnte Gebirge an der militärstrategisch wichtigen Donaugrenze zu bevölkern. Das Dorf gehörte damals zur Garnison Berzasca. Der deutsche Ortsname leitet sich von General Andreas von Schneller ab, der hier zur Gründerzeit eine Nacht verbrachte.
Im Gegensatz zu anderen Dörfern der Banater Tschechen wie etwa Ravensca hatte hier die Landwirtschaft nur eine untergeordnete Bedeutung, da die Lehmböden der Umgebung äußerst unfruchtbar sind. Hauptsächliche Einnahmequelle war der Steinkohlebergbau, der bis heute eine wichtige Rolle spielt, wenn auch nur noch eine Grube aktiv ist.
Während 1934 noch 610 Menschen im Dorf wohnten, war die Einwohnerzahl bis 1991 bereits auf 360 gesunken. Nach dem Fall des Ceaușescu-Regimes begann der Bevölkerungsrückgang aufgrund zunehmender Abwanderung vor allem der Jugend weiter zuzunehmen, sodass im Jahr 2002 nur mehr 257 Menschen in Bigăr lebten.

## Karte
- Klub českých turistů: Turistická Mapa Banát, M 1 : 100.000. Karte und Führer. 1. Auflage. Freytag & Berndt, Prag 2001, ISBN 80-85999-88-9 (tschechisch, rumänisch, englisch).